# Ray of Light (album)
Ray of Light sedmi je studijski album američke pjevačice Madonne. Album je 3. ožujka 1998. objavila diskografska kuća Maverick Records. Nakon rođenja kćeri Lourdes, Madonna je započela suradnju s Patrickom Leonardom i William Orbitom za novi album. Nakon neuspješnih suradnji s nekim producentima, Madonna je odabrala novi glazbeni smjer s Orbitom koji je uključivao njegov trance i elektronski stil. Album se snimao četiri mjeseca, i to na kompujuterskim zvukovima u odsutnosti live benda.
Album su kritičari izrazito hvalili i proglašavali ga glazbenim remek djelom desetljeća. Osobito su hvalili zrelost albuma, suzdržanost ali i novi smjer kojim je zaplovila Madonna, te su ga prozvali najavanturističnijim izdanjem. Album je bio i komercijalna uspješnica. Dospio je na prva mjesta mnogih zemalja, uključujući Ujedinjeno Kraljevstvo, Kanadu, Australiju, Novi Zeland i većinu europskih zemalja. U Sjedinjenim Državama je album dospio na drugo mjesto Billboard 200. Osvojio je i 4 Grammy nagrade od ukupno šest nominacija. Rolling Stone ga je proglasio jednim od "500 najboljih albuma svih vremena". S prodanih više od 20 milijuna primjeraka, album je postao jedna od najprodavanijih albuma 1990-ih.
S albuma je izdano pet službenih singlova. Najavni singl "Frozen" je bio svjetska uspješnica i smatrao se Madonninim velikim povratkom, isto kao i drugi singl "Ray of Light", koji je osvojio brojne nagrade za glazbeni video. Madonna je izvodila pjesme s albuma na svim sljedećim turnejama. Turneja koja je trebala promovirati album, Drowned World Tour je bila predviđena za 1999., ali je odgođena za 2001. godinu.

## Nastajanje albuma
Radni naslov albuma je bioThe Drowned World, inspiriran pričom J.G. Ballarda.Za nastanak albuma su najviše zaslužni William Orbit, Patrick Leonard i sama Madonna. To je jedna od njenih prekretnica u karijeri i novi smjer u glazbi. Pjesme su prožete osobnim iskustvom Madonne kao majke,  slavom i duhovnošću, a i Madonnin glas je podignut na veću razinu zahvaljujući ulozi u filmu Evita. Madonna je započela suradnju s Leonardom 1997., nakon zadnje suradnje na singlu "I'll Remember" prije tri godine. Za razliku od prošlih suradnji, Leonard je ovdje minimalno koristio studijska pomagala. Madonna je vjerovala da će takva suradnja odvesti album u smjeru Peter Gabriela, i da album neće sadržavati zvuk koji je ona zamislila.
U svibnju 1997. Madonna je počela raditi na novom albumu s Kenneth "Babyface" Edmondsom s koji je surađivala na prošlom albumu Bedtime Stories iz 1994. Nakon par napisanih pjesama, Madonna nije bila zadovoljna u kojem smjeru suradnja ide. Prema izjavama Edmondsa, pjesame su imale prizvuk i stil kao njen veliki hit "Take a Bow", ali je Madonna to odbila u želji da se ne ponavlja. Nakon raskida suradnje s Edmondsom, započela je suradnju s Rick Nowelsom koji je pisao pjesme za Stevie Nicks i Celine Dion. U tri dana su napisali sedam pjesama ali nisu bile s elektronskim prizvukom, pa se Madonna obratila Leonardu i Williamu Orbitu, britanskom skladatelju elektronske glazbe. Inače, Madonna je cijenila rad Orbita zbog njegovih trance, ambient prizvuka koje je davao pjesmama. I tako je započela ta suradnja iz koje je i nastao Ray of Light album. William Orbit bi Madonni poslao snimke i glazbene odlomke na kojima je radio, Madonna bi ih preslušavala dok joj ne bi došla inspiracija za tekst. Kada bi ona smislila tekst, poslala bi to nazad Orbitu koji bi to kasnije dovršio.

## Snimanje
Album se snimao više od četiri mjeseca u Los Angelesu, i to je najduži period koji je Madonna potrošila na snimanje svog albuma. S Madonnom u studiju za vrijeme nastajanja albuma su bile samo tri osobe: William Orbit, inženjer Pat McCarthy i pomoćni inženjer Matt Silva. Snimanje je obilježeno brojnim tehničkim problemima u studiju, jer je i Orbit inzistirao da se radi na već snimljenim dionicama, synth zvukovima i pomoću kompjutera a bez live benda. Padali su sustavi na kompjuterima, pa su snimanja bila odgađana dok se ne odstrani kvar. Orbit je većinu instrumenata snimio četiri mjeseca prije snimanja. Izjavio je kako se sjeća da su mu krvarili prsti od sviranja na gitari i da je provodio puno vremena u studiju. Nakon nekoliko krivih izgovora stihova na Sanskrt jeziku, BBC je organizirao telefonsku poduku o pravilnom izgovoru. Zatim je Madonna napravila i te još nužne promjene.
Madonna je izvela svoje pjesme uživo na turnejama i to "Drowned World/Substitute For Love", "Ray of Light", "Candy Perfume Girl", "Sky Fits Heaven", "Frozen" i "Mer Girl" 2001. na Drowned World Tour, "Frozen" 2004. na Re-Invention Tour, "Ray of Light" i "Drowned World/Substitute For Love" 2006. na Confessions Tour i "Ray of Light" 2008. i 2009. te "Frozen" 2009. na Sticky & Sweet Tour.

## Recenzije i nagrade
Po izlasku, album je dobio pozitivne kritike. Slant Magazine je opisao album kao "remek djelo pop glazbe 90'-ih". Napomenili su kako su "tekstovi nekomplicirani ali s velikim porukama", te da "Madonna nije bila ovako emotivno iskrena još od albuma Like a Prayer". Amazon.com je album proglasio njenim "najbogatijim i najvještijim albumom do sada", osvrčući se na njen vokali doseg, dubinu i čistinu glasa za koje su pomogle glasovne vježbe za film Evita. Spin je rekao da je ovo Madonnin "najradikalniji, album bez maske". Rolling Stone se uglavom bazirao na pozitivnim stranama, ostavljajući one negativne sa strane. Album je ocjenjen kao "briljantan", ali se jedina kritika uputila na suradnju s Orbitom, za kojeg misle da "ne znam dovoljno trikova za popuniti cijeli album, pa se ponekad ponavlja". Allmusic je nazvao album "najavanturističkijim" do sada i "najzrelijim i nasuzdržanijim", te je za ocjenu dao 4/5 zvjezdica. Televizijski kanal E! je bio malo ironičan prema tekstovima pjesama, ali sve u svemu je za kraj pohvalio album i kao ukupnu ocjenu dodijelio (A-) što je jedna od najvećih ocjena koje je ta TV kuća nekom albumu dodijelila. Entertainment Weekly kaže da se Madonna čini "opuštena i manje neprirodna nego što je bila prethodnih godina. Ray of Light je doista poput molitve, i tamo će vas odvesti." Album su ocijenili s (A-).  
Album je 1999. dobio 4 Grammy nagrade: za "najbolju dance pjesmu" i "najbolji glazbeni video" ("Ray of Light"), te za "najbolji pop album", "najbolji naslovnicu albuma". Osim toga album je bo nominiran i u kategorijama "najbolja pjesma godine" i "najbolji album godine". Na dodjeli MTV-jevih nagrada, Madonna je primila devet nominacija, a osvojila je nagrade u šest kategorija. To je uključivalo i "video godine" i "najbolji ženski video". VH1 gledatelji u UK su 2002. izabrali "Ray of Light" album kao 10. najbolji album svih vremena, dok su ga je Rolling Stone čitatelji smjestili na 29. mjesto naboljih albuma ikada. Časopis ga je smjestio na 363. mjesto "500 naboljih albuma svih vremena"., Q Magazine imenovao je album drugim najboljim albumom svih vremena ženskog izvođača.

## Komercijalni uspjeh
U Sjedinjenim Državama, Ray of Light je debitirao na broju 2 Billboard 200 ljestvice sa završnim datumom 21. ožujka 1998. s prodanih 371.000 kopija u prvom tjednu. To nije bilo dosta da prestigne filmsku glazbu Titanic koja je prodana u 478.000 primjeraka. Ovo je bio drugi Madonnin album koji je debitirao na drugoj poziciji, nakon Erotica iz 1992. Ray of Light je bio prisutan 78 tjedana na ljestvici. RIAA mu je 16. ožujka 2000. dodijelila četverostruku platinastu certifikaciju za distibuiranih 4.000.000 primjeraka. U Kanadi je album debitirao na prvoj poziciji, te je do danas dobio 7× platinastu certifikaciju za prodanih 700.000 primjeraka.
Ray of Light je debitirao na prvom mjestu australske ljestvice, i bio je sedmi Madonnin album na prvom mjestu. ARIA mu je dodijelila trostruku platinastu certifikaciju za 210.000 prodanih primjeraka. U Njemačkoj se album zadržao sedam tjedana na prvom mjestu i za prodanih 1.500.000 primjeraka je dobio trostruku platinastu certifikaciju. Postao je Madonnin najprodavaniji album u Njemačkoj. U Fancuskoj je Ray of Light izbjegao prvo mjesto, te se na drugoj poziciji zadržao sedam tjedana. SNEP mu je dodijelio trostruku platinastu certifikaciju za 1.000.000 prodanih primjeraka. U Ujedinjenom Kraljevstvu je debitirao na prvom mjestu UK Albums Chart i ostao i sljedeći tjedan na vrhu. U siječnju 2003. BPI mu je dodijelio 6× platinastu certifikaciju za prodanih 1.897.000 prmjeraka.
Album je debitirao na prvom mjestu u Belgiji, Finskoj, Mađarskoj, Nizozemskoj, Norveškoj i Švicarskoj. Album je dobio 7× platinastu certifikaciju za prodanih više od 7.000.000 primjeraka u Europi. Album je prodan u više od 20 milijuna primjeraka, te je postao jedan od najprodavanijh albuma 1990-ih.

## Singlovi
- Najavni singl "Frozen" je postao Madonnin osmi broj 1 u UK, dok je na američkom Billboard Hot 100 dospio na 2. mjesto. Godine 2005. belgijski je sud zabranio prodaju singla kao i cijelog albuma te svih kompilacija koje sadrže ovaj singl jer je pjesma proglašena plagijatom pjesme "Ma vie fout le camp" Salvatora Acquaviva.

- Drugi singl, "Ray of Light", kombinacija je techno zvukova i električne gitare. U UK je dosegnuo 2. mjesto, u SAD-u bio u Top 5. Pjesma je bila pravi dance hit u SAD-u i postala naboljom pjesmom Hot Dance Club Play ljestvice za 1998. Pjesma je bila nominirana za Grammy u kategoriji "najbolja pjesma godine", ali je nagradu uzela Celine Dion s pjesmom "My Heart Will Go On".

- Treći singl, "Drowned World/Substitute For Love", izdan je u cijelom svijetu osim Sjeverne Amerike, a u UK je postao Top 10 singl. Kontroverzije su nastale oko glazbenog videa za ovu pjesmu zbog scena gdje Madonnu uhode paparazzi na motorima, što je okarakterizirano sličnim načinu pogibije Princeze Dijane 1997.

- Četvrti singl "The Power of Good-Bye", balada s temom bolnog prekida veze, bio je prilično uspješan na ljestvicama, dospjevši na 6. mjesto u UK i 11. mjesto u SAD-u. U video spotu glumi Goran Višnjić. U UK je singl izdan s pjesmom "Little Star" kao dvostruka AA strana, koja govori o Madonninoj kćerki Lourdes.

- Peti i posljednji singl s albuma, "Nothing Really Matters", postao je još jedan Top 10 singl u UK dospjevši na 7. mjesto. U SAD-u je postao Madonnin najslabije rangiran singl na Hot 100 ljestvici, ali je bio još jedan dance hit. Video spot snimljen za ovu pjesmu bio je inspiriran knjigom Arthura Goldena "Sjećanja jedne gejše" i u njemu je Madonna bila obučena kao gejša.

## Promocija albuma
Madonna je napravila nekoliko nastupa kako bi promovirala album. Nastupila je kod Oprah Winfrey 1998. i izvela "Ray of Light". Na dodjeli nagrada Grammy 1999. je pjevala tada aktualni singl "Nothing Really Matters". "Ray of Light" je zajedno s Lenny Kravitzom pjevala 1998. na dodjeli američkih MTV-jevih nagrada, a u Europi je pjevala "The Power of Good-Bye". "Sky Fits Heaven" je izdan 1998. kao promotivni singl. Iako je izvorno bio na B-strani singla "Drowned World/Substitute For Love", kasnije je dospio u klubove, ali sa skromnijim uspjehom. Tako je na Hot Dance Club Play ljestvici zauzeo 41. mjesto. Promocija albuma je nastavljena velikom Drowned World Tour koja se trebala održati 1999., ali je odgođena za 2001.

## Rays of Light
Madonna izdaje 1999. godine kompilaciju glazbenih videa svih singlova s albuma. 
1. "Frozen"
2. "Ray of Light"
3. "Drowned World/Substitute For Love"
4. "The Power of Good-Bye"
5. "Nothing Really Matters"

## Novi stil
Izdavanjem albuma, Madonna je ponovno re-izumila vlastitu sebe a javnost ju je prozvala "New Madonna" (eng. nova Madonna). Ray of Light je bila velika prekretnica za Madonnu, kako u modnom izričaju, tako i u glazbenom. Predstavila se kao ozbiljna pjevačica sa zrelim glasom kojeg su kritičari prije stalno kritizirali. Tekstovi su bili duboki, a teme poput majčinstva i duhovnosti su Madonni dali novi nadimak, "Spiritual Girl" (eng. duhovna djevojka).

## Popis skladbi
| 1.    | »Drowned World/Substitute For Love« | Madonna, William Orbit, Rod McKuen, Anita Kerr, David Collins            | Madonna, William Orbit                  | 5:09 |
| 2.    | »Swim«                              | Madonna, William Orbit                                                   | Madonna, William Orbit                  | 5:00 |
| 3.    | »Ray of Light«                      | Madonna, William Orbit, Clive Maldoon, Dave Curtiss, Christine Ann Leach | Madonna, William Orbit                  | 5:20 |
| 4.    | »Candy Perfume Girl«                | Madonna, W. Orbit, Susannah Melvoin                                      | Madonna, William Orbit                  | 4:39 |
| 5.    | »Skin«                              | Madonna, Patrick Leonard                                                 | Madonna, William Orbit, Marius DeVries  | 6:22 |
| 6.    | »Nothing Really Matters«            | Madonna, Patrick Leonard                                                 | Madonna, William Orbit, Marius DeVries  | 4:27 |
| 7.    | »Sky Fits Heaven«                   | Madonna, Patrick Leonard                                                 | Madonna, William Orbit, Patrick Leonard | 4:48 |
| 8.    | »Shanti/Ashtangi«                   | Madonna, William Orbit                                                   | Madonna, William Orbit                  | 4:29 |
| 9.    | »Frozen«                            | Madonna, Patrick Leonard                                                 | Madonna, William Orbit, Patrick Leonard | 6:15 |
| 10.   | »The Power of Good-Bye«             | Madonna, Rick Nowels                                                     | Madonna, William Orbit, Patrick Leonard | 4:10 |
| 11.   | »To Have and Not to Hold«           | Madonna, Rick Nowels                                                     | Madonna, William Orbit, Patrick Leonard | 5:23 |
| 12.   | »Little Star«                       | Madonna, Rick Nowels                                                     | Madonna, Marius DeVries                 | 5:19 |
| 13.   | »Mer Girl«                          | Madonna, William Orbit                                                   | Madonna, William Orbit                  | 5:32 |
| 66:50 |                                     |                                                                          |                                         |      |

| Bonus pjesma u Japanu | Bonus pjesma u Japanu | Bonus pjesma u Japanu                   | Bonus pjesma u Japanu  | Bonus pjesma u Japanu | Bonus pjesma u Japanu | Bonus pjesma u Japanu | Bonus pjesma u Japanu | Bonus pjesma u Japanu | Bonus pjesma u Japanu |
| Br.                   | Skladba               | Tekstopisac                             | Producent(i)           | Trajanje              |                       |                       |                       |                       |                       |
| --------------------- | --------------------- | --------------------------------------- | ---------------------- | --------------------- | --------------------- | --------------------- | --------------------- | --------------------- | --------------------- |
| 14.                   | »Has to Be«           | Madonna, William Orbit, Patrick Leonard | Madonna, William Orbit | 5:15                  |                       |                       |                       |                       |                       |
| 72:05                 |                       |                                         |                        |                       |                       |                       |                       |                       |                       |

## Uspjeh na ljestvicama i certifikacije
| Država                 | Pozicija |
| ---------------------- | -------- |
| Australija             | 1        |
| Austrija               | 2        |
| Belgija (Flandrija)    | 1        |
| Belgija (Valonija)     | 2        |
| Danska                 | 2        |
| Europa                 | 1        |
| Finska                 | 1        |
| Francuska              | 2        |
| Italija                | 1        |
| Japan                  | 7        |
| Kanada                 | 1        |
| Mađarska               | 1        |
| Nizozemska             | 1        |
| Norveška               | 1        |
| Novi Zeland            | 1        |
| Njemačka               | 1        |
| Španjolska             | 1        |
| Švedska                | 2        |
| Švicarska              | 1        |
| Ujedinjeno Kraljevstvo | 1        |
| US Billboard 200       | 2        |

| Država                 | Certifikacija |
| ---------------------- | ------------- |
| Argentina              | Platinasta    |
| Australija             | 3× Platinasta |
| Austrija               | 2× Platinasta |
| Brazil                 | Platinasta    |
| Danska                 | 5× Platinasta |
| Europa                 | 7× Platinasta |
| Finska                 | Platinasta    |
| Francuska              | 3× Platinasta |
| Hong Kong              | Platinasta    |
| Kanada                 | 7× Platinasta |
| Nizozemska             | 3× Platinasta |
| Norveška               | 2× Platinasta |
| Novi Zeland            | Platinasta    |
| Njemačka               | 3× Platinasta |
| Poljska                | 2× Platinasta |
| Rusija                 | 7× Platinasta |
| Španjolska             | 3× Platinasta |
| Švicarska              | 3× Platinasta |
| Švedska                | 3× Platinasta |
| Ujedinjeno Kraljevstvo | 6× Platinasta |
| Sjedinjene Države      | 4× Platinasta |

### Singlovi
| 1998                                              | "Frozen"                            | 2  | 1 | 5  | 2  | 2  | 2  | 2  | 1 | 2  | 1  | - US: Zlatna - AUS: Zlatna - UK: Zlatna  |
| 1998                                              | "Ray of Light"                      | 5  | 1 | 6  | 31 | 3  | 18 | 28 | 2 | 32 | 2  | - US: Zlatna - AUS: Zlatna - UK: Srebrna |
| 1998                                              | "Drowned World/Substitute For Love" | —  | — | 16 | 34 | 18 | 42 | 39 | 5 | 31 | 10 | —                                        |
| 1998                                              | "The Power of Good-Bye"             | 11 | — | 33 | 4  | 6  | 21 | 4  | 7 | 8  | 6  | —                                        |
| 1999                                              | "Nothing Really Matters"            | 93 | 1 | 15 | 29 | 6  | 48 | 38 | 6 | 26 | 7  | - UK: Srebrna                            |
| "—" nije izdana ili se nije pojavila na ljestvici |                                     |    |   |    |    |    |    |    |   |    |    |                                          |